# Embalse de Argensola
El embalse de Argensola es una pequeña infraestructura hidráulica española situada en el municipio de Castellnou de Bages, en la comarca de Bages, provincia de Barcelona, Cataluña.
Se trata de un pequeño embalse creado por una esclusa construida en los años 20 por el propietario del terreno, ya preocupado por el medio ambiente y con una sensibilidad paisajística notoria. 
En 2006, la aportación constante de sedimentos por el arroyo había rellenado en un 95% su superficie el que había sido conocida como el Lago de Argensola. Este nombre todavía aparece en los ortofotomapas que edita el Instituto Cartográfico de Cataluña. En cuanto a la vegetación, hay que destacar la presencia de un extenso bogar, en la parte más interior de las aguas, así como de un aún más extenso carrizal, que se extiende más allá de la cola del embalse, por el arroyo de Argenzola.